# AMD Opteron
Opteron es una línea de microprocesadores x86 de AMD para servidores y estaciones de trabajo, y fue el primer microprocesador con arquitectura x86 que usó el conjunto de instrucciones AMD64, también conocido como x86-64. Fue lanzado el 22 de abril de 2003 con el núcleo SledgeHammer (K8) y estaba orientado a competir en el mercado de servidores y workstations, particularmente en el segmento del procesador Xeon de Intel. Los procesadores basados en la arquitectura AMD K10 (Barcelona) fueron anunciados el 10 de septiembre de 2007, incorporando una nueva configuración de cuatro núcleos. El más reciente lanzamiento de los procesadores Opteron es la serie procesadores Opteron 4300 y 6300 ("Seoul" y "Abu Dhabi" respectivamente) basados en la arquitectura Piledriver.

## Descripción técnica

### Dos capacidades clave
Opteron combina dos importantes capacidades en un solo procesador:
1. Ejecución nativa de aplicaciones x86 32-bit sin pérdida de rendimiento
2. Ejecución nativa de aplicaciones x86-64 64-bit

La primera característica es notable debido que al momento de la introducción del Opteron, la única arquitectura de 64-bit disponible en el mercado con compatibilidad x86 32-bit (Itanium de Intel) corría aplicaciones nativas x86 solo con una importante merma de la velocidad. La segunda capacidad, por sí misma, es menos importante, debido a que arquitecturas RISC mayores (como SPARC, Alpha, PA-RISC, PowerPC, MIPS) son de 64 bit desde hace muchos años. Con la combinación de estas dos capacidades, sin embargo, el Opteron ganó el reconocimiento por su capacidad para ejecutar, en forma económica, la gran base de aplicaciones x86 instalada, al mismo tiempo que ofrece una vía para actualizar los sistemas a 64 bits.
Los procesadores Opteron poseen controlador de memoria integrado soportando DDR SDRAM, DDR2 SDRAM o DDR3 SDRAM (dependiendo de la generación del procesador). Esto elimina la latencia para acceder a la RAM principal y elimina la necesidad de un circuito integrado separado para el puente norte.

### Características de multiprocesamiento

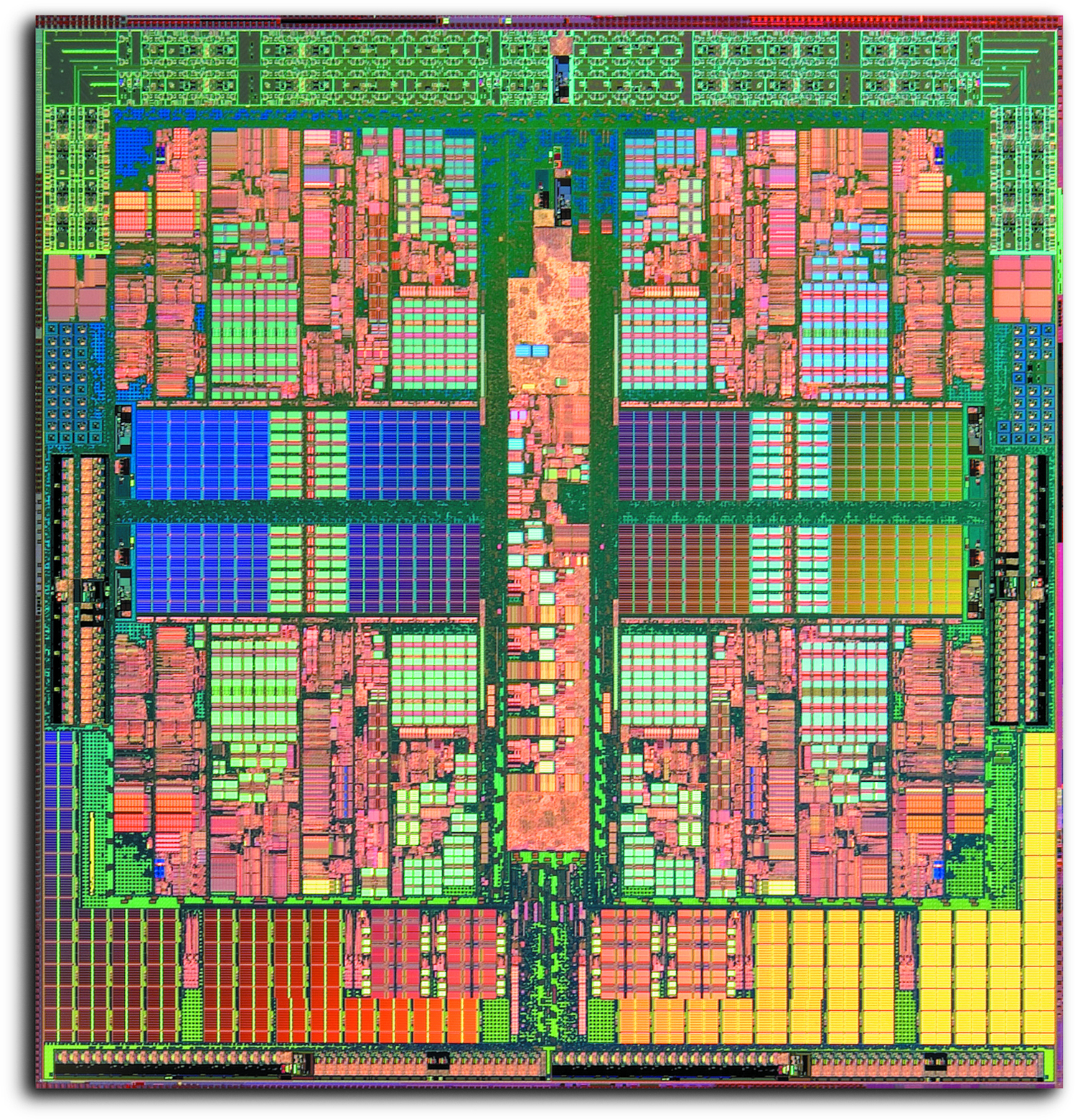
Opteron "Barcelona" de cuatro núcleos.

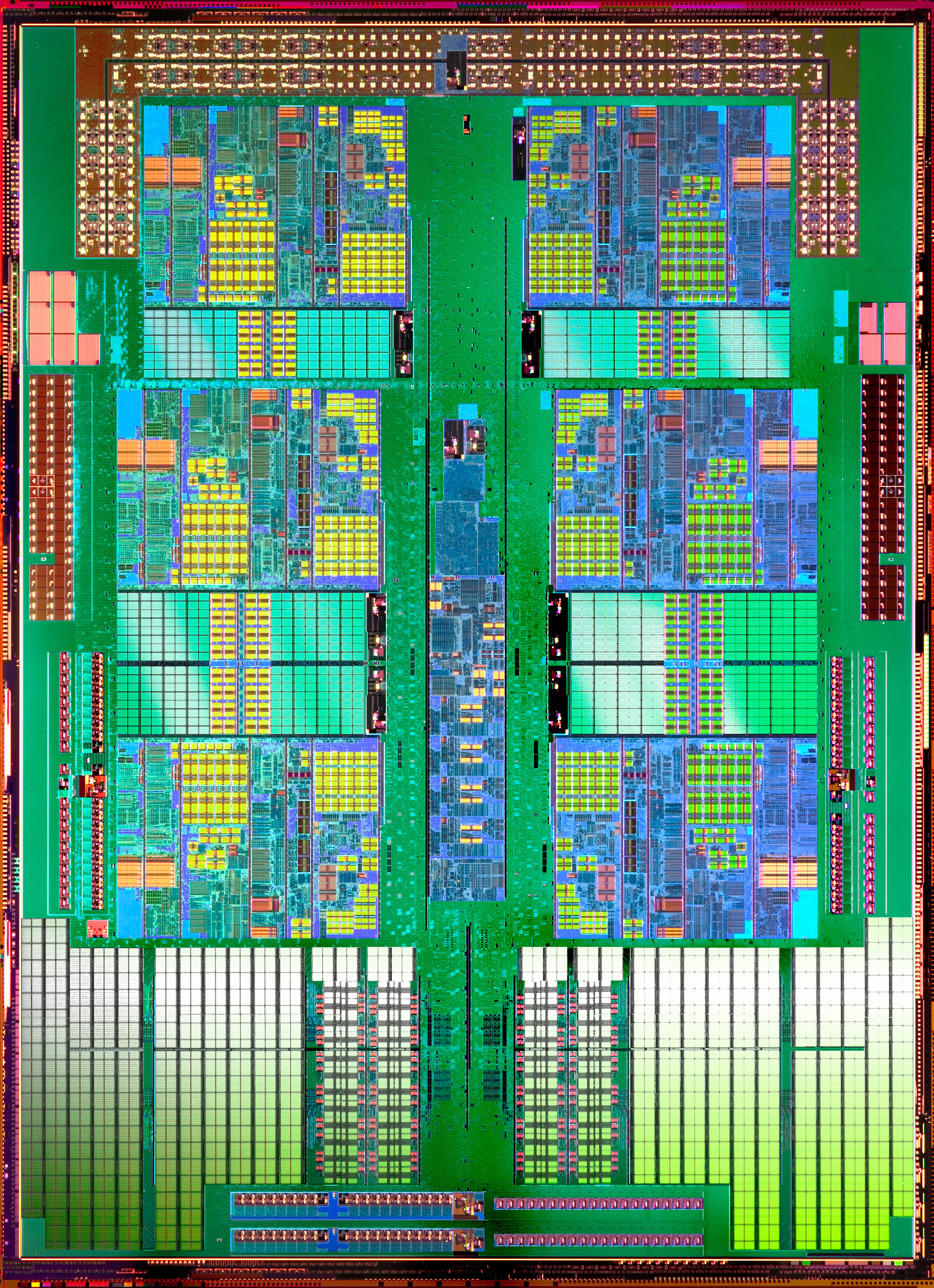
Opteron "Istanbul" de seis núcleos.

En sistemas multiproceso (más de un Opteron en una sola placa madre), las CPU se comunican usando Direct Connect Architecture sobre enlaces HyperTransport de alta velocidad. Cada CPU puede acceder a la memoria principal del otro procesador, siendo esto transparente para el programador. La forma en que el Opteron realiza el multiprocesamiento no es igual al multiprocesamiento simétrico; en lugar de tener un banco de memoria para todas las CPU, cada CPU tiene su propia memoria. Por lo tanto, el Opteron es de arquitectura Non-Uniform Memory Access (NUMA). La CPU Opteron soporta una configuración de hasta 8 vías en servidores de nivel medio. En servidores de nivel empresario se utilizan circuitos integrados router adicionales (y caros) para soportar más de 8 CPU por caja.
En varios benchmark, el Opteron ha demostrado poseer una mejor escalabilidad multiprocesamiento que el Intel Xeon. Esto se debe principalmente a que, al agregar un procesador Opteron adicional, se incrementa el ancho de banda de la memoria, lo cual no siempre es el caso de los sistemas basados en el Xeon, y al hecho de que los Opteron utilizan conmutadores en lugar de un bus compartido. En particular, el controlador de memoria integrado del Opteron permite a la CPU acceder a la memoria RAM local rápidamente. En contraste, las CPU Xeon en un sistema multiprocesador comparten solo dos buses para comunicaciones procesador-procesador y procesador-memoria. Cuando se incrementa la cantidad de CPU en un sistema Xeon típico, la contención de los buses compartidos causa una caída en la eficiencia del sistema. Intel está migrando a una arquitectura de memoria similar a la del Opteron para la familia Intel Core i7 y sus derivados Xeon.

### Opterons multinúcleos
AMD introdujo sus primeros Opterons multinúcleos en abril de 2005. En esa época, AMD usaba el término multinúcleo como sinónimo de doble núcleo; cada Opteron físico contiene dos núcleos de procesamiento. Esto efectivamente duplica la capacidad de procesamiento disponible en cada zócalo de procesador de la placa madre. Cada zócalo puede entregar el rendimiento de dos procesadores, dos zócalos pueden entregar el rendimiento de cuatro procesadores, y así sucesivamente. Debido a que el costo de la placa madre se incrementa notablemente a medida que se le agregan zócalos para CPU, los procesadores multinúcleo permiten construir sistemas multiprocesador a bajo costo.
El esquema de los números de modelos de AMD ha cambiado un poco con la nueva línea de multinúcleos. Cuando fueron introducidos, el Opteron multinúcleo más rápido de AMD era el modelo 875, con dos núcleos corriendo a 2,2 GHz cada uno. El Opteron de un solo núcleo más rápido era el modelo 252, corriendo a 2,6 GHz. Para aplicaciones multihilo, o varias aplicaciones de un solo hilo, el modelo 875 podía correr mucho más rápido que el modelo 252.
Los Opteron de segunda generación son ofrecidos en tres series: la serie 1000 (solo un zócalo, es decir, solo un procesador en la placa madre), la serie 2000 (para dos zócalos, dos procesadores en la placa madre) y la serie 8000 (cuatro u ocho zócalos). La serie 1000 utilizan el zócalo AM3. Las series 2000 y 8000 utilizan el zócalo F.
AMD anunció sus procesadores de cuatro núcleos de tercera generación en septiembre de 2007,
anunciando los vendedores de hardware sus servidores el mes siguiente. Basado en el diseño del núcleo denominado Barcelona, se planificaron nuevas técnicas de control de energía y temperatura para los chip. Las primeras plataformas basadas en el doble núcleo DDR2 eran actualizables a los microprocesadores de cuatro núcleos.
La cuarta generación fue anunciada en junio de 2009 con el Istanbul de seis núcleos. Se introdujo el HT Assist, un directorio adicional para la ubicación de los datos, lo que reduce el consumo para el sondeo y emisiones. HT Assist utiliza 1 MB de caché L3 por CPU cuando se activa.
En marzo de 2010 AMD lanzó la serie de CPU Opteron 6100 Magny-Cours para el zócalo G34. Estas CPU para módulos multichip de 8 y 12 núcleos consisten en dos matrices de 4 u 8 núcleos con un enlace HyperTransport 3.1 enlazando ambas. Estas CPUs actualizaron las plataformas Opteron multi-zócalo para usar memorias DDR3 e incrementando la velocidad máxima del enlace HyperTransport de 2,4 GHz (4,8 GT/sec), para las CPU Istanbul, a 3,2 GHz (6,4 GT/sec.)
AMD cambió el esquema de nombres para sus modelos Opteron. La serie Opteron 4000 en zócalo C32 (lanzada en julio de 2010) soportan doble zócalo y está orientada a sistemas mono-procesador y bi-procesador. La serie Opteron 6000 en zócalo G34 soporta cuádruple zócalo y está orientada a sistemas de alta gama bi-procesador y tetra-procesador.

### Socket 939
AMD lanzó el Opteron para el zócalo 939, reduciendo el costo de las placas madre para servidores y workstations de gama baja. Excepto por el hecho de que tienen caché L2 de 1 MB (contra los 512 KB del Athlon64), el Opteron para zócalo 939 es idéntico al Athlon 64 con núcleo San Diego y Toledo, pero corren a velocidad menores de las que soportan, siendo de esta manera más estables.

### Socket AM2
Los Opteron para zócalo AM2 están disponibles para servidores pero solo en configuración mono-procesador. Los Opteron de doble núcleo denominados Santa Ana, rev. F, poseen caché nivel L2 de 2×1 MB, al contrario que la mayoría de sus primos Athlon 64 X2, los cuales poseen caché L2 de 2x512 KB. Estas CPU tienen números de modelo de 1210 a 1224.

### Socket AM2+
AMD introdujo los Opteron de cuatro núcleos para zócalo AM2+ para servidores monoprocesador en 2007. Estas CPU son fabricadas con proceso de 65 nm y son similares a los Phenom X4 Agena. Los Opteron de cuatro núcleos para AM2+ son denominados "Budapest". Estos Opterons llevan los números de modelo 1352 (2,1 GHz), 1354 (2,2 GHz) y 1356 (2,3 GHz.)

### Socket AM3
AMD introdujo los Opteron de cuatro núcleos para zócalo AM3 para servidores monoprocesador en 2009. Estas CPU son fabricadas con proceso de 45 nm y son similares a los Phenom II X4 Deneb. Los Opteron de cuatro núcleos para zócalo AM3 son denominados "Suzuka." Estos Opteron llevan los números de modelo 1381 (2,5 GHz), 1385 (2,7 GHz) y 1389 (2,9 GHz.)

### Socket F
El zócalo F (LGA de 1207 contactos) es la segunda generación de zócalo para los Opteron de AMD. Este zócalo soporta los procesadores Santa Rosa, Barcelona, Shanghái e Estambul. El zócalo “Lidded land grid array” agrega soporte para memoria DDR2 SDRAM conectividad mejorada HyperTransport versión 3. El zócalo y el encapsulado del microprocesador son físicamente idénticos, aunque no compatibles, al zócalo 1207 FX.

### Socket G34
El zócalo G34 (LGA de 1944 contactos) es uno de los zócalos de tercera generación de Opteron, junto con el zócalo C32. Este zócalo soporta en las series de procesadores Opteron 6100 Magny-Cours, Opteron 6200 Interlagos basada en Bulldozer y Opteron 6300 "Abu Dhabi" basada en Piledriver. Este zócalo soporta cuatro canales de memoria DDR3 SDRAM (dos por matriz de CPU). Al contrario de los zócalos de Opteron multi-procesador, las CPU para zócalo G34 funcionan con RAM unbuffered ECC o no-ECC, además de la tradicional RAM ECC.

### Socket C32
El zócalo C32 (LGA de 1207 contactos) es el otro miembro de los zócalos Opteron de tercera generación. Este zócalo es simialr al zócalo F pero no es compatible con éste. El zócalo C32 usa SDRAM DDR3 y es diferente para prevenir que se inserte una CPU de zócalo F que usa solo memoria DDR2. Al igual que el G34, el zócalo C32 funciona con RAM unbuffered ECC o no-ECC, además de la tradicional RAM ECC.

#### Actualización de la micro-arquitectura
La línea Opteron vio una actualización con la implementación de la micro-arquitectura AMD K10. Los nuevos procesadores, lanzado en el tercer trimestre de 2007 (llamado Barcelona), incorporó varias mejoras, particularmente en la prerrecuperación de datos de la memoria, carga especulativa, ejecución SIMD y predicción de la rama, dando como resultado una mejora apreciable sobre los Opteron basados en K8, con el mismo consumo de corriente.
Mientras tanto, AMD también ha utilizado un nuevo esquema para caracterizar el consumo de energía de los nuevos procesadores según el consumo diario "promedio", llamado average CPU power (ACP, o potencia media de la CPU).

### Socket FT3
Las APU Opteron X1150 y Opteron X2150 se usan con BGA-769 o Socket FT3.

## Modelos
Los Opteron para Socket 940 y Socket 939 tienen un número de modelo de tres dígitos, en la forma Opteron XYY. Para los Opteron para Socket F y Socket AM2, cada procesador tiene un número de modelo de cuatro dígitos, en la forma Opteron XZYY. Para la primera, segunda y tercera generación de Opteron, el primer dígito (el X) especifica el número de CPU en la máquina a la cual está destinada:
- 1 - diseñado para sistemas con un procesador.
- 2 - diseñado para sistemas con dos procesadores.
- 8 - diseñado para sistemas con cuatro u ocho procesadores.

Los Opteron Socket F y Socket AM2, el segundo dígito (la Z) representa la generación del procesador. Actualmente, sólo se usa 2 (doble núcleo, DDR2), 3 (cuatro núcleos, DDR2) y 4 (seis núcleos, DDR2).
Los Opteron para Socket C32 y G34 usan un esquema de numeración de cuatro dígitos. El primer dígito se refiere a la cantidad de CPU en la máquina a la cual está destinado.
- 4 - Diseñado para sistemas con uno y dos procesadores.
- 6 - Diseñado para sistemas con dos y cuatro procesadores.

Al igual que en los Opteron de segunda y tercera generación, el segundo número indica la generación del procesador. "1" se refiere a unidades basadas en AMD K10 (Magny-Cours y Lisbon), "2" se refiere unidades Bulldozer Interlagos, Valencia y Zurich, y "3" se refiere a unidades basadas en Piledriver Abu Dhabi, Seoul y Delhi.
Para todos los Opteron, los dos últimos dígitos en el número de modelo (el YY) indica la frecuencia de reloj de la CPU, un número más alto indica una frecuencia de reloj más alta. Esta velocidad es comparable a los procesadores de la misma generación si tienen el mismo número de núcleos; los de un núcleo y los de doble núcleo están indicados de otra manera a pesar de que tienen la misma frecuencia de reloj.
El sufijo HE o EE indica que es un modelo de alta eficiencia y bajo consumo (Hhigh-Efficiency, Energy-Efficiency) teniendo un TDP más bajo que el Opteron estándar. El sufijo SE indica unmodelo tope-de-línea con un TDP mayor que el Opteron estándar.
Al comenzar con el proceso de fabricación de 65 nm, los nombres en código de los Opteron están basados en las ciudades que fueron sede de las carreras de Fórmula 1. AMD ha patrocinado por un largo tiempo al equipo más exitoso de la Fórmula 1, Ferrari.
| Procesadores de la familia AMD Opteron   | Procesadores de la familia AMD Opteron | Procesadores de la familia AMD Opteron                  | Procesadores de la familia AMD Opteron | Procesadores de la familia AMD Opteron |
| Nombre                                   | Proceso                                | Fecha                                                   | Núcleos                                |                                        |
| ---------------------------------------- | -------------------------------------- | ------------------------------------------------------- | -------------------------------------- | -------------------------------------- |
| SledgeHammer Venus Troy Athens           | 130 nm 90 nm 90 nm 90 nm               | junio de 2003 agosto de 2005 enero de 2006              | 1                                      |                                        |
| Denmark Italy Egypt Santa Ana Santa Rosa | 90 nm 90 nm 90 nm 90 nm 90 nm          | marzo de 2006 mayo de 2006 junio de 2006 agosto de 2006 | 2                                      |                                        |
| Barcelona Budapest Shanghái              | 65 nm 65 nm 45 nm                      | septiembre de 2007 abril de 2008 noviembre de 2008      | 4                                      |                                        |
| Estambul                                 | 45 nm                                  | enero de 2009                                           | 6                                      |                                        |
| Lisbon                                   | 45 nm                                  | enero de 2010                                           | 4,6                                    |                                        |
| Magny-Cours                              | 45 nm                                  | marzo de 2010                                           | 8,12                                   |                                        |
| Valencia                                 | 32 nm                                  | noviembre de 2011                                       | 6,8                                    |                                        |
| Interlagos                               | 32 nm                                  | noviembre de 2011                                       | 4,8,12,16                              |                                        |
| Zúrich                                   | 32 nm                                  | marzo de 2012                                           | 4, 8                                   |                                        |
| Abu Dhabi                                | 32 nm                                  | noviembre de 2012                                       | 4,8,12,16                              |                                        |
| Delhi                                    | 32 nm                                  | diciembre de 2012                                       | 4, 8                                   |                                        |
| Seoul                                    | 32 nm                                  | diciembre de 2012                                       | 4, 6, 8                                |                                        |
| Anexo:Procesadores AMD Opteron           |                                        |                                                         |                                        |                                        |

### Opteron (130 nm SOI)
Un núcleo – SledgeHammer (1yy, 2yy, 8yy)
- CPU-Steppings: B3, C0, CG
- Caché L1: 64 + 64 KB (Datos + Instrucciones)
- Caché L2: 1024 KB, máxima velocidad
- MMX, Extended 3DNow!, SSE, SSE2, AMD64
- Socket 940, 800 MHz HyperTransport
- DDR SDRAM registrada requerida para socket 940, posible ECC
- VCore: 1,5 V - 1,55 V
- Máx. consumo (TDP): 89 W
- Primer lanzamiento: 22 de abril de 2003
- Multiplicación de reloj 1,4–2,4 GHz (x40 - x50)

### Opteron (90 nm SOI, DDR)
Un núcleo – Venus (1yy), Troy (2yy), Athens (8yy)
- CPU-Steppings: E4
- Caché L1: 64 + 64 KB (Datos + Instrucciones)
- Caché L2: 1024 KB, máxima velocidad
- MMX, Extended 3DNow!, SSE, SSE2, SSE3, AMD64
- Socket 940, 800 MHz HyperTransport
- Socket 939/Socket 940, 1000 MHz HyperTransport
- DDR SDRAM registrada requerida para socket 940, posible ECC
- VCore: 1,35 V - 1,4 V
- Máx. consumo (TDP): 95 W
- Bit NX
- Chequea límite de segmento de 64 bits para virtualización estilo VMware con traducción binaria.
- Optimized Power Management (OPM)
- Primer lanzamiento: 14 de febrero de 2005
- Multiplicación de reloj: 1,6 - 3,0 GHz (x42 - x56)

Doble núcleo – Denmark (1yy), Italy (2yy), Egypt (8yy)
- CPU-Steppings: E1, E6
- Primer lanzamiento: primavera de 2005
- Multiplicación de reloj: 1,6–2,8 GHz (x60, x65, x70, x75, x80, x85, x90)
- Socket 939/Socket 940, 1000 MHz HyperTransport
- Bit NX

### Opteron (90 nm SOI, DDR2)
Doble núcleo – Santa Ana (12yy), Santa Rosa (22yy, 82yy)
- CPU-Steppings: F2, F3
- Caché L1: 64 + 64 KB (Datos + Instrucciones)
- Caché L2: 2*1024 KB, máxima velocidad
- MMX, Extended 3DNow!, SSE, SSE2, SSE3, AMD64
- Socket F, 1000 MHz HyperTransport - Opteron 2yy, 8yy
- Socket AM2, 1000 MHz HyperTransport - Opteron 1yy
- VCore: 1,35 V
- Máx. consumo (TDP): 95 W
- Bit NX
- Virtualización AMD-V
- Optimized Power Management (OPM)
- Primer lanzamiento: 2006
- Multiplicación de reloj: 1,8–3,2 GHz (xx10, xx12, xx14, xx16, xx18, xx20, xx22, xx24)

### Opteron (65 nm SOI)
4 núcleos – Barcelona (23xx, 83xx) 2360/8360 e inferiores, Budapest (13yy) 1356 e inferiores
- CPU-Steppings: BA, B3
- Caché L1: 64 + 64 KB (Data + Instructions) per core
- Caché L2: 512 KB, máxima velocidad por núcleo
- Caché L3: 2048 KB, compartida
- MMX, Extended 3DNow!, SSE, SSE2, SSE3, AMD64, SSE4a
- Socket F, Socket AM2+, HyperTransport 3.0 (1,6 GHz-2 GHz)
- DDR2 SDRAM registrada requerida, posible ECC
- VCore: 1,2 V
- Máx. consumo (TDP): 95 Watts
- Bit NX
- Virtualización AMD-V de segunda generación con Rapid Virtualization Indexing (RVI)
- Split power plane dynamic power management
- Primer lanzamiento: 10 de septiembre de 2007
- Multiplicación de reloj: 1,7–2,5 GHz

### Opteron (45 nm SOI)
4 núcleos – Shanghai (23xx, 83xx) 2370/8370 e inferiores, Suzuka (13yy) 1381 e inferiores
- CPU-Steppings: C2
- Caché L3: 6 MB, compartida
- Multiplicación de reloj: 2,3–2,9 GHz
- HyperTransport 1.0, 3.0
- Reducción de un 20% del consumo con el procesador desocupado
- Soporte para memoria DDR2 800 MHz (Socket F)
- Soporte para memoria DDR3 1333 MHz (Socket AM3)

6 núcleos – Istanbul (24xx, 84xx)
Comercializado el 1 de enero de 2009.
- CPU-Steppings: D0
- Caché L3: 6 MB, compartida
- Multiplicación de reloj: 2,2–2,8 GHz
- HyperTransport 3.0
- HT Assist
- Soporte para memoria DDR2 800 MHz

ocho núcleos – Magny-Cours MCM (6124-6140)
Comercializado 29 de marzo de 2010.
- CPU-Steppings: D1
- Módulo multi-chip, consistente en dos CI de cuatro núcleos
- Caché L2: 8x512 KB
- Caché L3: 2x6 MB, compartida
- Multiplicación de reloj: 2,0–2,6 GHz
- Cuatro HyperTransport de 3,1 at 3,2 GHz (6,4 GT/sec)
- HT Assist
- Soporte para memoria DDR3 1333 MHz
- Socket G34

12 núcleos – Magny-Cours MCM (6164-6180SE)
Comercializado el 29 de marzo de 2010
- CPU-Steppings: D1
- Módulo multi-chip, consistente en dos CI de seis núcleos
- Caché L2: 12x512 KB
- Caché L3: 2x6 MB, compartida
- Multiplicación de reloj: 1,7–2,5 GHz
- Cuatro HyperTransport de 3,1 at 3,2 GHz (6,4 GT/sec)
- HT Assist
- Soporte para memoria DDR3 1333 MHz
- Socket G34

4 núcleos – Lisbon (4122, 4130)
Comercializado el 23 de junio de 2010
- CPU-Steppings: D0
- Caché L3: 6 MB
- Multiplicación de reloj: 2,2 GHz (4122), 2,6 GHz (4130)
- Dos enlaces HyperTransport a 3,2 GHz (6,40 GT/sec)
- HT Assist
- Soporte para memoria DDR3 1333 MHz
- Socket C32

6 núcleos – Lisbon (4162-4184)
Comercializado el 23 de junio de 2010
- CPU-Steppings: D1
- Caché L3: 6 MB
- Multiplicación de reloj: 1,7-2,8 GHz
- Dos enlaces HyperTransport a 3,2 GHz (6,40 GT/sec)
- HT Assist
- Soporte para memoria DDR3 1333 MHz
- Socket C32

### Opteron (32 nm SOI) - MicroarquitecturaBulldozer
4 núcleos - Zurich (3250-3260)
Comercializado el 20 de marzo de 2012.
- CPU-Steppings: B2
- Un solo CI con un solo procesador Bulldozer
- Caché L2: 2x2 MB
- Caché L3: 4 MB
- Multiplicación de reloj: 2,5 GHz (3250) - 2,7 GHz (3260)
- HyperTransport 3 (5,2 GT/sec)
- HT Assist
- Soporte para memoria DDR3 1333 MHz
- Soporte para Turbo CORE, hasta 3,5Ghz (3250), hasta 3,7Ghz (3260)
- Soporta configuraciones de procesador único solamente
- Socket AM3+

8 núcleos - Zurich (3280)
Comercializado el 20 de marzo de 2012.
- CPU-Steppings: B2
- Un solo CI con un solo procesador Bulldozer
- Caché L2: 4x2 MB
- Caché L3: 8 MB
- Multiplicación de reloj: 2,4 GHz
- HyperTransport 3 (5,2 GT/sec)
- HT Assist
- Soporte para memoria DDR3 1866 MHz
- Soporte para Turbo CORE, hasta 3,5Ghz
- Soporta configuraciones de procesador único solamente
- Socket AM3+

6 núcleos - Valencia (4226-4238)
Comercializado el 14 de noviembre de 2011.
- CPU-Steppings: B2
- Un solo CI conteniendo tres módulos Bulldozer de doble núcleo
- Caché L2: 6 MB
- Caché L3: 8 MB, compartida
- Multiplicación de reloj: 2,7-3,3 GHz (hasta 3,1-3,7 GHz con Turbo CORE)
- Dos enlaces HyperTransport 3.1 a 3,2 GHz (6,40 GT/sec)
- HT Assist
- Soporte para memoria DDR3 1866 MHz
- Soporte para Turbo CORE
- Soporta configuraciones de doble procesador
- Socket C32

8 núcleos - Valencia (4256 HE-4284)
Comercializado el 14 de noviembre de 2011.
- CPU-Steppings: B2
- Un solo CI conteniendo cuatro módulos Bulldozer de doble núcleo
- Caché L2: 8 MB
- Caché L3: 8 MB, compartida
- Multiplicación de reloj: 1,6-3,0 GHz (hasta 3,0-3,7 GHz con Turbo CORE)
- Dos enlaces HyperTransport 3.1 a 3,2 GHz (6,40 GT/sec)
- HT Assist
- Soporte para memoria DDR3 1866 MHz
- Soporte para Turbo CORE
- Soporta configuraciones de doble procesador
- Socket C32

4 núcleos - Interlagos MCM (6204)
Comercializado el 14 de noviembre de 2011.
- CPU-Steppings: B2
- Módulo multi-chip consistiendo de dos CI, cada uno con un módulo Bulldozer de doble núcleo
- Caché L2: 2x2 MB
- Caché L3: 2x8 MB, compartida
- Multiplicación de reloj: 3,3 GHz
- HyperTransport 3 at 3,2 GHz (6,40 GT/sec)
- HT Assist
- Soporte para memoria DDR3 1866 MHz
- No soporta Turbo CORE
- Soporta configuraciones de hasta cuatro procesadores
- Socket G34

8 núcleos - Interlagos (6212, 6220)
Comercializado el 14 de noviembre de 2011.
- CPU-Steppings: B2
- Módulo multi-chip consistiendo de dos CI, cada uno con dos módulos Bulldozer de doble núcleo
- Caché L2: 2x4 MB
- Caché L3: 2x8 MB, compartida
- Multiplicación de reloj: 2,6, 3,0 GHz (hasta 3,2 y 3,6 GHz con Turbo CORE)
- Cuatro enlaces HyperTransport 3.1 a 3,2 GHz (6,40 GT/sec)
- HT Assist
- Soporte para memoria DDR3 1866 MHz
- Soporte para Turbo CORE
- Soporta configuraciones de hasta cuatro procesadores
- Socket G34

12 núcleos - Interlagos (6234, 6238)
Comercializado el 14 de noviembre de 2011.
- CPU-Steppings: B2
- Módulo multi-chip consistiendo de dos CI, cada uno con tres módulos Bulldozer de doble núcleo
- Caché L2: 2x6 MB
- Caché L3: 2x8 MB, compartida
- Multiplicación de reloj: 2,4, 2,6 GHz (hasta 3,1 y 3,3 GHz con Turbo CORE)
- Cuatro enlaces HyperTransport 3.1 a 3,2 GHz (6,40 GT/sec)
- HT Assist
- Soporte para memoria DDR3 1866 MHz
- Soporte para Turbo CORE
- Soporta configuraciones de hasta cuatro procesadores
- Socket G34

16 núcleos - Interlagos (6262 HE-6284 SE)
Comercializado el 14 de noviembre de 2011.
- CPU-Steppings: B2
- Módulo multi-chip consistiendo de dos CI, cada uno con cuatro módulos Bulldozer de doble núcleo
- Caché L2: 2x8 MB
- Caché L3: 2x8 MB, compartida
- Multiplicación de reloj: 1,6-2,7 GHz (hasta 2,9-3,5 GHz con Turbo CORE)
- Cuatro enlaces HyperTransport 3.1 a 3,2 GHz (6,40 GT/sec)
- HT Assist
- Soporte para memoria DDR3 1866 MHz
- Soporte para Turbo CORE
- Soporta configuraciones de hasta cuatro procesadores
- Socket G34

### Opteron (32 nm SOI) - MicroarquitecturaPiledriver
4 núcleos - Delhi (3320 EE, 3350 HE)
Comercializado el 4 de diciembre de 2012.
- CPU-Steppings: C0
- Un solo CI con dos módulos Piledriver
- Caché L2: 2x2 MB
- Caché L3: 8 MB, compartida
- Multiplicación de reloj: 1,9 GHz (3320 EE) - 2,8 GHz (3350 HE)
- HyperTransport 3 (5,2 GT/sec)
- HT Assist
- Soporte para memoria DDR3 1866 MHz
- Soporte para Turbo CORE, hasta 2,5Ghz (3320 EE), hasta 3,8Ghz (3350 HE)
- Soporta configuraciones de procesador único solamente
- Socket AM3+

8 núcleos - Delhi (3380)
Comercializado el 4 de diciembre de 2012.
- CPU-Steppings: C0
- Un solo CI con cuatro módulos Piledriver
- Caché L2: 4x2 MB
- Caché L3: 8 MB, compartida
- Multiplicación de reloj: 2,6 GHz
- HyperTransport 3 (5,2 GT/sec)
- HT Assist
- Soporte para memoria DDR3 1866 MHz
- Soporte para Turbo CORE, hasta 3,6Ghz
- Soporta configuraciones de procesador único solamente
- Socket AM3+

4 núcleos - Seoul (4310 EE)
Comercializado el 4 de diciembre de 2012.
- CPU-Steppings: C0
- Un solo CI con dos módulos Piledriver
- Caché L2: 2x2 MB
- Caché L3: 8 MB, compartida
- Multiplicación de reloj: 2,2 GHz
- Two HyperTransport 3.1 a 3,2 GHz (6,40 GT/sec)
- HT Assist
- Soporte para memoria DDR3 1866 MHz
- Soporte para Turbo CORE, hasta 3,0 GHz
- Soporta configuraciones de doble procesador
- Socket C32

6 núcleos - Seoul (4332 HE - 4340)
Comercializado el 4 de diciembre de 2012.
- CPU-Steppings: C0
- Un solo CI con tres módulos Piledriver
- Caché L2: 3x2 MB
- Caché L3: 8 MB, compartida
- Multiplicación de reloj: 3,0 GHz (4332 HE) - 3,5 GHz (4340)
- Two HyperTransport 3.1 a 3,2 GHz (6,40 GT/sec)
- HT Assist
- Soporte para memoria DDR3 1866 MHz
- Soporte para Turbo CORE, de 3,5 GHz (4334) a 3,8 GHz (4340)
- Soporta configuraciones de doble procesador
- Socket C32

8 núcleos - Seoul (4376 HE and above)
Comercializado el 4 de diciembre de 2012.
- CPU-Steppings: C0
- Un solo CI con cuatro módulos Piledriver
- Caché L2: 4x2 MB
- Caché L3: 8 MB, compartida
- Multiplicación de reloj: 2,6 GHz (4376 HE) - 3,1 GHz (4386)
- Two HyperTransport 3.1 a 3,2 GHz (6,40 GT/sec)
- HT Assist
- Soporte para memoria DDR3 1866 MHz
- Soporte para Turbo CORE, desde 3,6 GHz (4376 HE) a 3,8 GHz (4386)
- Soporta configuraciones de doble procesador
- Socket C32

4 núcleos - Abu Dhabi MCM (6308)
Comercializado el 5 de noviembre de 2012.
- CPU-Steppings: C0
- Encapsulado multi-chip con dos CI, cada uno con un módulo Piledriver
- Caché L2: 2 MB por CI (4 MB total)
- Caché L3: 2x8 MB, compartida en cada CI
- Multiplicación de reloj: 3,5 GHz
- HyperTransport 3 a 3,2 GHz (6,40 GT/sec)
- HT Assist
- Soporte para memoria DDR3 1866 MHz
- No soporta Turbo CORE
- Soporta configuraciones de hasta cuatro procesadores
- Socket G34

8 núcleos - Abu Dhabi MCM (6320, 6328)
Comercializado el 5 de noviembre de 2012.
- CPU-Steppings: C0
- Encapsulado multi-chip con dos CI, cada uno con dos módulos Piledriver
- Caché L2: 2x2 MB por CI (8 MB total)
- Caché L3: 2x8 MB, compartida en cada CI
- Multiplicación de reloj: 2,8 GHz (6320) - 3,2 GHz (6328)
- HyperTransport 3 a 3,2 GHz (6,40 GT/sec)
- HT Assist
- Soporte para memoria DDR3 1866 MHz
- Soporte para Turbo CORE, desde 3,3 GHz (6320) a 3,8 GHz (6328)
- Soporta configuraciones de hasta cuatro procesadores
- Socket G34

12 núcleos - Abu Dhabi MCM (6344, 6348)
Comercializado el 5 de noviembre de 2012.
- CPU-Steppings: C0
- Encapsulado multi-chip con dos CI, cada uno con tres módulos Piledriver
- Caché L2: 3x2 MB por CI (12 MB total)
- Caché L3: 2x8 MB, compartida en cada CI
- Multiplicación de reloj: 2,6 GHz (6344) - 2,8 GHz (6348)
- HyperTransport 3 a 3.2 GHz (6.40 GT/sec)
- HT Assist
- Soporte para memoria DDR3 1866 MHz
- Soporte para Turbo CORE, desde 3,2 GHz (6344) a 3,4 GHz (6348)
- Soporta configuraciones de hasta cuatro procesadores
- Socket G34

16 núcleos - Abu Dhabi MCM (6366 HE and above)
Comercializado el 5 de noviembre de 2012.
- CPU-Steppings: C0
- Encapsulado multi-chip con dos CI, cada uno con cuatro módulos Piledriver
- Caché L2: 4x2 MB por CI (16 MB total)
- Caché L3: 2x8 MB, compartida en cada CI
- Multiplicación de reloj: 1,8 GHz (6366 HE) - 2,8 GHz (6386 SE)
- HyperTransport 3 a 3,2 GHz (6,40 GT/sec)
- HT Assist
- Soporte para memoria DDR3 1866 MHz
- Soporte para Turbo CORE, desde 3,1 GHz (6366 HE) a 3,5 GHz (6386 SE)
- Soporta configuraciones de hasta cuatro procesadores
- Socket G34

### Opteron X (28nm bulk) - MicroarquitecturaJaguar
4 núcleos - Kyoto (X1150)
Comercializado el 29 de mayo de 2013
- Un solo SoC con un módulo Jaguar y E/S integrada
- Frecuencia de CPU y TDP configurables
- Caché L2: 2MB compartida
- Frecuencia de CPU: 1,0-2,0 GHz
- Máx. TDP: 9-17W
- Soporte para memoria DDR3-1600
- Socket FT3

4 núcleos APU - Kyoto (X2150)
Comercializado el 29 de mayo de 2013
- Un solo SoC con un módulo Jaguar y E/S y GPU GCN integradas
- Frecuencia de CPU/GPU y TDP configurables
- Caché L2: 2MB compartida
- Frecuencia de CPU: 1,1-1,9 GHz
- Frecuencia de GPU: 266-600 MHz
- Núcleos de GPU: 128
- Max. TDP: 11-22W
- Soporte para memoria DDR3-1600
- Socket FT3

## Supercomputadoras
Para diciembre de 2012, la computadora más rápida del mundo, Titan, usaba 18.688 CPU AMD Opteron 6274 de 16 núcleos y corría a 17,59 petaFLOPS.
Las supercomputadoras basadas en Opteron mencionadas en la lista de las 100 computadoras más rápidas del mundo al 20 de noviembre de 2014:
- N.º 2: Oak Ridge National Laboratory, EE. UU.. Titan - Cray XK7. AMD64 Opteron de 16 núcleos a 2200 MHz. Cray Inc. 560.640 núcleos en total. Rpeak: 27,11 PFlops.
- N.º 39: ERDC DSRC, EE. UU.. Garnet - Cray XE6. AMD64 Opteron de 16 núcleos a 2500 MHz. Cray Inc. 150.528 núcleos en total. Rpeak: 1,5 PFlops.
- N.º 40: DOE/NNSA/LANL/SNL, EE. UU.. Cielo - Cray XE6. AMD64 Opteron de 8 núcleos a 2,4 GHz. Cray Inc. 142.272 núcleos en total. Rpeak: 1,37 PFlops
- N.º 44: DOE/SC/LBNL/NERSC, EE. UU.. Hopper - Cray XE6. AMD64 Opteron de 12 núcleos a 2,1 GHz. Cray Inc. 153.408 núcleos en total. Rpeak 1,29 PFlops
- N.º 60: HWW/Universitaet Stuttgart, Alemania. HERMIT - Cray XE6. AMD64 Opteron de 16 núcleos a 2,3 GHz. Cray Inc. 113.472 núcleos en total. Rpeak 1,04 PFlops
- N.º 80: University of Edinburgh, Reino Unido. HECToR - Cray XE6. AMD64 Opteron 2,3 GHz. Cray Inc. 90.112 núcleos en total. Rpeak: 829,03 TFlops.
- N.º 84: Indiana University, EE. UU.. Big Red II - Cray XK7. AMD64 Opteron de 16 núcleos a 2,3 GHz. Cray Inc. 31.288 núcleos en total. Rpeak: 1.000,6 TFlops.
- N.º 87: NOAA/Oak Ridge National Laboratory, EE. UU.. Gaea C2 - Cray XE6. AMD64 Opteron de 16 núcleos a 2,3 GHz. Cray Inc. 77.824 núcleos en total. Rpeak: 715,9 TFlops.

## Cuestiones

### Opteron sin Administrador Optimizado de Energía
AMD ha comercializado algunos procesadores Opteron sin soporte para Optimized Power Management (OPM, en español "Administrador Optimizado de Energía"), los cuales usan memorias DDR. La siguiente tabla describe aquellos procesadores que carecen del OPM.
| Frecuencia de Máx. consumo | Frecuencia de Mín. consumo | Modelo | Zócalo     | Núcleos | TDP (W) | Proceso de Fabricación | Número de parte (OPN) |
| -------------------------- | -------------------------- | ------ | ---------- | ------- | ------- | ---------------------- | --------------------- |
| 1400 MHz                   | N/A                        | 140    | Socket 940 | 1       | 82,1    | 130 nm                 | OSA140CEP5AT          |
| 1400 MHz                   | N/A                        | 240    | Socket 940 | 1       | 82,1    | 130 nm                 | OSA240CEP5AU          |
| 1400 MHz                   | N/A                        | 840    | Socket 940 | 1       | 82,1    | 130 nm                 | OSA840CEP5AV          |
| 1600 MHz                   | N/A                        | 142    | Socket 940 | 1       | 82,1    | 130 nm                 | OSA142CEP5AT          |
| 1600 MHz                   | N/A                        | 242    | Socket 940 | 1       | 82,1    | 130 nm                 | OSA242CEP5AU          |
| 1600 MHz                   | N/A                        | 842    | Socket 940 | 1       | 82,1    | 130 nm                 | OSA842CEP5AV          |
| 1600 MHz                   | N/A                        | 242    | Socket 940 | 1       | 85,3    | 90 nm                  | OSA242FAA5BL          |
| 1600 MHz                   | N/A                        | 842    | Socket 940 | 1       | 85,3    | 90 nm                  | OSA842FAA5BM          |
| 1600 MHz                   | N/A                        | 260    | Socket 940 | 2       | 55,0    | 90 nm                  | OSK260FAA6CB          |
| 1600 MHz                   | N/A                        | 860    | Socket 940 | 2       | 55,0    | 90 nm                  | OSK860FAA6CC          |

### Retirada de Opteron
AMD ha hecho una retirada de producto de algunos procesadores Opteron de un núcleo revisión E4, incluyendo modelos x52 (2,6 GHz) y x54 (2,8 GHz) los cuales usan memorias DDR. La siguiente tabla describe los procesadores afectados, tal como aparecen en el anuncio de AMD.
| Frecuencia de Máx. consumo | Un procesador | Doble Procesador | Multi-Procesador | Zócalo     |
| -------------------------- | ------------- | ---------------- | ---------------- | ---------- |
| 2600 MHz                   | 152           | 252              | 852              | Socket 940 |
| 2800 MHz                   | N/A           | 254              | 854              | Socket 940 |
| 2600 MHz                   | 152           | N/A              | N/A              | Socket 939 |
| 2800 MHz                   | 154           | N/A              | N/A              | Socket 939 |

Los procesadores afectados puede producir inconsistencias en los resultados en presencia de condiciones específicas concurrentes:
- La ejecución de secuencias de código de coma flotante intensiva
- Elevada temperatura del procesador
- Elevada temperatura ambiente

Un programa de verificación para identificar los procesadores AMD Opteron listados arriba que pueden verse afectados bajo estas tres condiciones específicas está disponible sólo para los OEM de AMD.[cita requerida] AMD reemplazará esos procesadores sin cargo.[cita requerida]

## Reconocimiento
En el número de febrero de 2010 la revista Custom PC (una revista británica especializada en hardware de PC) el AMD Opteron 144 (lanzado en el verano de 2005) aparece en el "Salón de la Fama del Hardware". Se lo describe como "La mejor CPU para overclockers jamás hecha" debido a su bajo costo y capacidad de funcionar a velocidades mucho más allá de su velocidad de producción (según Custom PC, podría funcionar a "cerca de 3 GHz en el aire").